# Jim Tinndahn
Jim Tinndahn (født 27. december 1961) er en dansk tidligere rockerpræsident, der i efteråret 1992 fik etableret to Bandidos-afdelinger i henholdsvis Hørsholm og Stenløse. Tinndahn har udtalt, at han siden syttenårsalderen har levet i en rockergruppe.
I begyndelsen af 1980'erne var Jim Tinndahn med til at opbygge små rockergrupper i Nordsjælland, der senere blev nedlagt i forbindelse med optagelse i rockergruppen Bandidos.
Jim Tinndahn er uddannet mekaniker, men er blevet tildelt førtidspension på grund af en rygsygdom.
Indtil juni 2012 var Tinndahn den øverste leder af Bandidos i Europa og var med til at oprette 130 afdelinger.[kilde mangler] Tinndahns efterfølger blev hans hidtidige næstkommanderende vicepræsident i Bandidos Danmark Michael Rosenvold.
Siden 1995 har Jim Tinndahn været bosat i Sverige. Han er tidligere gift og har to børn.